# ميغيل بونسي
ميغيل بونسي (بالإسبانية: Miguel Ponce) (19 أغسطس 1971 بسانتياغو في تشيلي - ) هو مدرب كرة قدم ولاعب كرة قدم تشيلي في مركز الدفاع. شارك مع منتخب تشيلي لكرة القدم. أما مع النوادي، فقد لعب مع إيفرتون دي فينا ديل مار ونادي أونيفرسيداد دي تشيلي ونادي أونيفرسيداد كاتوليكا وهواتشيباتو وDeportes Temuco ‏.

## وصلات خارجية
- ميغيل بونسي على موقع قاعدة بيانات كرة القدم.إي يو (الإنجليزية)
- ميغيل بونسي على موقع ناشيونال فوتبول تيمز (الإنجليزية)
- ميغيل بونسي على موقع عالم كرة القدم.نت (الإنجليزية)